# 型式証明
型式証明（かたしきしょうめい、英語: Type certificate）とは、民間航空機の型式が安全性及び環境適合性の基準を満たしていることを証明するものである。

## 概説
型式証明はTC (Type Certificate) ともいい、航空機の開発時に必要な証明で予め開発段階で設計や製造過程の検査を行っておくものである。型式証明には耐空証明検査で重複する部分の検査を省略できるようにする役割があり、そのため型式証明の基準は耐空証明の基準と同じものを用いることになる。 
耐空性（Airworthiness）とは、狭義には強度・構造・性能についての基準をいい、広義にはそれに騒音の基準や発動機の排出物の基準を含む。また、適合性（Conformity）は｢基準やその詳細項目に適合しているかどうか｣ という意味である。 
型式証明の検査には、設計、製造過程、現状検査がある。 このうち型式証明の現状検査は意図した設計や製造方法によって完成した機体が耐空性を満たすかを検査するもので、完成した個々の機体が耐空性を有しているかを検査する耐空証明の現状検査とは異なる。 
国際的には型式証明の基準として、アメリカ連邦航空局（FAA）が定める基準と EASA (European Aviation Safety Agency：欧州航空安全機関・欧州航空安全庁) が定めている基準が広く通用しており、航空機の輸出入における耐空性の検査の重複を避けるため耐空性互認協定 (BAA: Bilateral Airworthiness Agreement/Arrangement) が広く締結されている。日本は米国（FAA）、カナダ（TCCA）、欧州（EASA）、ブラジル（ANAC）との間で型式証明についての相互承認の協定を締結している。日本では国土交通省が定める基準に基づき国土交通大臣が発行する。
尚、型式証明は各国家当局にて認められるものである為、必ずしもFAAまたはEASAからの型式証明は必要とはならず、COMAC C909やCOMAC C919等、国内需要で利益が出れば国内当局による型式証明を取得することでFAAやEASAの型式証明を得ずに自国当局証明が通用する域内で商業運航している事例も存在する。
1200以上の項目が存在するが、表現が曖昧で具体的な証明方法が示されていない項目もあり、どのように証明するかをメーカー側が考える必要がある。このため三菱航空機のように飛行機（Mitsubishi SpaceJet）を設計製造できるメーカーでも型式証明に関するノウハウが無いため、元ボーイングの技術者など精通した人物を招聘する例もある。

## 日本における型式証明
ある航空機の型式の設計が、安全性及び環境適合性の基準に適合すると認めた場合には型式証明書が交付される。耐空証明は、登録を受けた1機ごとの航空機の安全性及び環境適合性の基準に適合する証明であるのに対して、型式証明は、ある航空機の型式においてそれを証明する。

### 型式証明検査
ある航空機の型式の設計での検査、その設計に係る航空機の1機の製造過程での検査、完成後に1機または数機を用いて実用機としてのあらゆる審査と試験を行い、航空法第10条第4項の安全性基準、騒音基準、発動機の排出物基準に適合していることを確認する。なお、これらの検査・審査・試験は本省航空局が行う。それにより同じ型式の航空機を生産する場合、同じ検査を行う必要が無くなる。耐空証明と異なる点は、有効期限が無く、ある航空機の型式の1機が取得すれば良いという点である。新たに航空機を設計して製造する場合において取得することが多く、必ずしも取得する必要はないのだが、国産航空機の場合は、原則して取得しなければならない。型式証明を取得した航空機が、航空の用で使用される場合には、耐空証明を受けなければならないが、それを受ける際には、設計・製造過程の検査において一部が省略される。また、耐空証明検査における、航空会社などの航空機使用者の負担軽減を図るため、輸入航空機に対しても型式証明の取得を行っている。
国内で型式証明を取得した国産航空機で、国土交通大臣の認定を受けた認定事業場（航空機製造検査認定事業場）の事業者において、製造および完成後の検査を行なった場合と、国内で型式証明を受けた輸入航空機において、国際民間航空条約の締結国が、耐空性と環境適合性をわが国の同等以上の基準及び手続きにより証明したと国土交通省大臣が認めた場合、設計・製造過程・完成後の現状において、一部の検査を省略できる。
型式証明を取得した航空機が、その設計について変更をしようとする場合は、国土交通省大臣の承認を受けなければならない。これは、型式設計変更と呼ばれており、この際に適用される基準は、型式証明の際に適用される基準となる。また、型式証明を受けた航空機が、安全性及び環境適合性の基準に適合しなくなったと国土交通省大臣が認めた場合には、それに対して設計の変更の命令をすることができる。

### 追加型式設計の承認
追加型式設計の承認（STC)とは、ある事業者において設計の後に製造され、型式証明を取得した航空機が、その事業者以外の者（航空会社や航空機整備会社）での設計の一部変更を国が承認する制度である。設計の一部変更を国により承認された航空機においては、型式証明を取得した航空機と同様の効果となり、型式証明と同じく耐空証明を受ける際には、一部の検査が省略される。これは、日本の型式証明を取得した航空機でなければ受けることができないが、日本の型式証明を取得していない航空機で、日本の耐空証明を取得した航空機においては、同等追加型式設計の承認（同等STC）となり、追加型式設計の承認と同様の効果となる。

### 型式証明の取り消し
型式証明を取得した型式の航空機が安全性及び環境適合性の基準に適合しなくなったと国土交通省大臣が認めた時に出す設計の変更の命令に違反した場合には、その航空機の型式証明を取り消すことができる。